# Naruto Šipuden (2. sezona)
Ovo je spisak dešavanja i epizoda iz serijala Naruto Šipuden iz sezone 2.

## Sezona 2 (2007—2008)
| Ep. | Naziv                         | Pojavljivanje      | Glavni motivi |
| --- | ----------------------------- | ------------------ | --- |
| 33  | Nova meta                     | 8. novembar 2007.  | Tim Kakaši i tim Gaj se uspešno vraćaju u Selo skriveno u lišću nakon uspešno završene misije. Sai - ANBU operativac testira Narutove veštine. |
| 34  | Formacija: Novi tim Kakaši    | 15. novembar 2007. | Sai postaje novi član tima Kakaši, koji će predvoditi Jamato. |
| 35  | Nepotrebni dodatak            | 22. novembar 2007. | Naruto ne želi da prihvati Saija kao zamenu za Saskea. |
| 36  | Lažan osmeh                   | 29. novembar 2007. | Sakura i Naruto se svađaju sa Saijem. |
| 37  | Neimenovan                    | 29. novembar 2007. | Tim Jamto kreće na važnu misiju - vratiti Saskea u Selo skriveo u lišću. |
| 38  | Simulacija                    | 6. decembar 2007.  | Jamato testira Naruta, Sakuru i Saija. |
| 39  | Most neba i zemlje            | 13. decembar 2007. | Tim Jamato stiže do Mosta, i Jamato kloniran u Sasorija prilazi Kabutu, ali je Oročimaru prezreo trik, i rekao Kabutu da to nije pravi Sasori. |
| 40  | Devetorepa oslobođena         | 20. decembar 2007. | Naruto se susreće sa Oročimaruom, i ubrozo čakra Devetorepe lisice obuzima Naruta. |
| 41  | Tajna misija počinje          | 20. devembar 2007. | Naruto postaje Četvorepa lisica i napada Oročimarua. Saijeva prava misija je da ubije Saskea, za tu misiju mora se pridružiti Oročimaruu. |
| 42  | Oročimaru protiv Džinčurikija | 10. januar 2008.   | Naruto je potpuno izgubio kontrolu kao Četvorepa lisica, napada Oročimarua. za to vreme Jamato pravi drvenog klona kako bi saznao šta se tamo dešava. Sakura je veoma zabrinuta.                                                                                                |
| 43  | Sakurine suze                 | 17. januar 2008.   | Jamato zarobljava Četvorepu lisicu, Sakura zove Naruta, i trči ka njemu, ali je Četvorepa lisica udara jednim repom, i Sakura biva onesvešćena Za to vreme Sai prilazi Oročimaruu i prenosi mu poruku od Danzoa. Jamato pokušava da vrati Naruta u normalan oblik što i uspeva. |
| 44  | Tajna borbe                   | 24. januar 2008.   | Oročimaru napada Saija, ali se ispostavlja da je to samo klon. Sakura leči Naruta. Na kraju Oročimaru dozvoljava da Sai pođe sa njima. |
| 45  | Posledica izdaje              | 31. januar 2008.   | Jamato šalje drveni klon da prati Oročimarua, kako bi ga doveo do Saskeove lokacije, ali Oročimaru je napravio zamku. |
| 46  | Nezavršena strana             | 7. februar 2008.   | Jamato, Sakura i Naruto na putu ka Oročimaruovom skloništu nalaze Saijevu knjigu, u kome je bio naslikan njegov brat Šin. Sai napokom stiže do Oročimaruovog skloništa, zatim se susreće sa Saskeom.                                                                            |
| 47  | Skrovište zmije               | 14. februar 2008.  | Saske koristi Šaringan kako bi zavaravao Saija. Tim Jamato je stigao do Oročimaruovog skloništa i ulazi unutra. |
| 48  | Veze                          | 28. februar 2008.  | Tim Jamato zarobljava Saija, tada im govori da je video Saskea. |
| 49  | Važna osoba                   | 6. mart 2008.      | Tim Jamato se bori sa Kabutom, i uspevaju da ga zarobe, kasnije zatim osobađaju Saija. |
| 50  | Svaka slika priča priču       | 13. mart 2008.     | Oročimaru staje na put Timu Jamato. |
| 51  | Ponovni susret                | 20. mart 2008.     | Tim Jamato konačno sreće Saskea posle dve i po godine |
| 52  | Moć Učihe                     | 20. mart 2008.     | Naruto i Sakura mole Saskea da se vrati u Selo skriveno u lišću, ali on ne želi, već hoće da ih ubije. |
| 53  | Čin                           | 3. april 2008.     | Saske napada Jamata, ubrzo zatim dolaze Kabuto i Oročimaru, i odlaze sa Saskeom. |

## Beleške
1. ↑   Naruto Šipuden nije sinhronizovan/preveden na srpski jezik, stoga su navedeni nazivi proizvoljni.